# شلی (مینه‌سوتا)
شلی، مینه‌سوتا (به انگلیسی: Shelly, Minnesota) یک شهر در ایالات متحده آمریکا است که در شهرستان نورمن، مینه‌سوتا واقع شده‌است.

## خصوصیات
شلی ۰٫۵۴ کیلومترمربع مساحت و ۱۹۱ نفر جمعیت دارد و ۲۶۴ متر بالاتر از سطح دریا واقع شده‌است.